# Demonologie

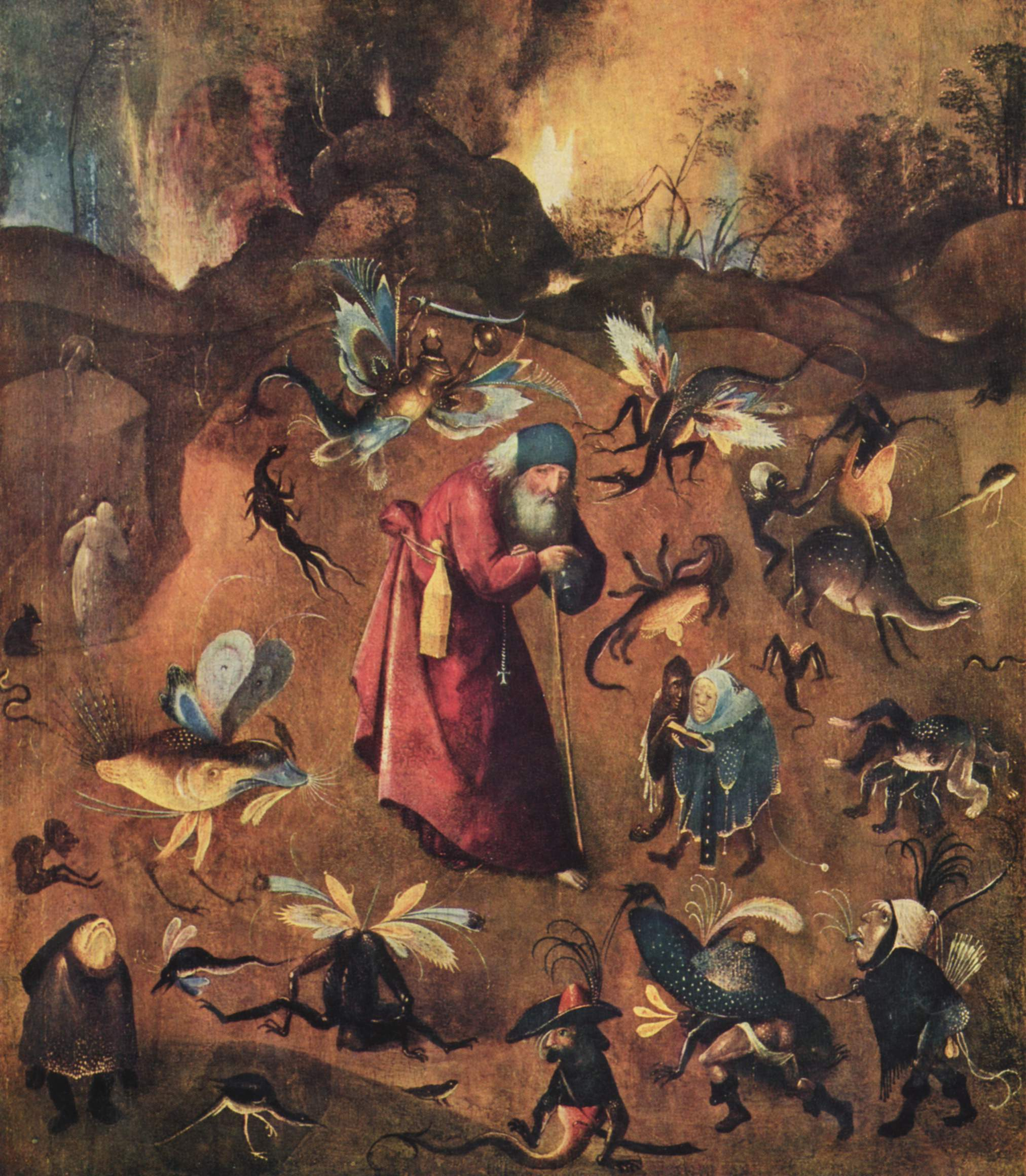
Antonius met monsters, ook De verzoeking van Sint-Antonius genoemd, is een schilderij van een navolger van Jheronimus Bosch in de verzameling van F. van Lanschot in 's-Hertogenbosch.

Demonologie is de systematische studie van demonen.

## Omschrijving
Demonologie is de tak van de theologie gerelateerd met bovenmenselijke wezens die ook goden kunnen zijn. Men beschrijft zowel goedaardige wezens, die geen aanbidders hebben of slechts een beperkte groep zodat ze onder de goden geplaatst worden; als kwaadaardige wezens. Er moet opgemerkt worden dat de oorspronkelijke betekenis van het woord 'demon', uit de tijd van Homeros, een goedaardig wezen betekende (zie ook daimon). Tegenwoordig echter heeft het woord 'demon' in de meeste talen de connotatie van kwaadaardig.